# ساموئل مورس
ساموئل فاینلی بریس مورس (به انگلیسی: Samuel Finley Breese Morse) (۲۷ آوریل ۱۷۹۱ – ۲ آوریل ۱۸۷۲) نقاش، فیزیک‌دان و پژوهشگر آمریکایی و ابداع‌گر کد مورس بود. او در نقاشی‌های خود به چهره‌نگاری و ترسیم صحنه‌های تاریخی می‌پرداخت.

## زندگی
ساموئل مورس در سال ۱۷۹۱ دیده به جهان گشود.
پدرش کشیش بود و ساموئلِ کوچک، با دیدن نقاشی‌های کلیسا، روزها را با آرزوی نقاش شدن سپری می‌کرد. پس از تحصیلات مقدماتی، در ۱۸۱۰ برای یادگیری نقاشی و مجسمه‌سازی به انگلستان سفر کرد.

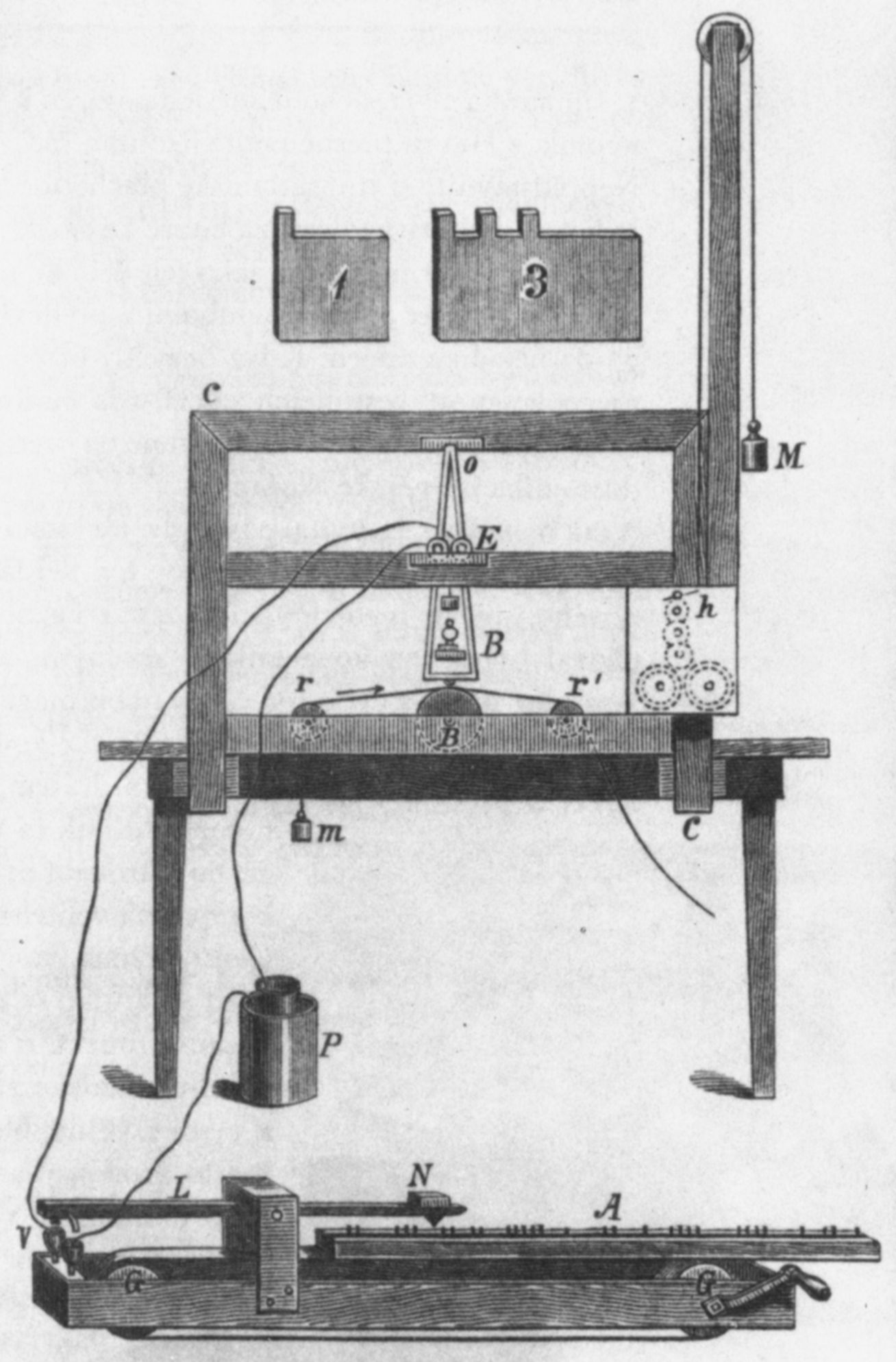
دستگاه تلگراف مورس

آثار مورس با استقبال و فروش خوبی همراه بود؛ اما سرنوشت چیز دیگری را رقم زده بود. مورس با پدیدهٔ برق و جریان الکتریکی آشنا شد و از آن پس تمام تلاش خود را معطوف آزمایش و پژوهش در باب آن ساخت. در ۱۸۳۲ موفق شد دستگاه تلگراف را بسازد اما تا ۱۸۳۹ تلاش نمود تا توانست آن را تکمیل کند. سپس با کمک خط و نقطه علائمی را وضع نمود که معادل حروف الفبا بودند.
نقطه، اتصال کوتاه شصتی با صفحهٔ دستگاه تلگراف است و خط از نظر زمانی سه‌برابر نقطه امتداد دارد. در ۱۸۴۴ موفق شد کنگرهٔ آمریکا را وادار به پرداخت ۳۰٬۰۰۰ دلار برای ساختن یک خط تلگراف نماید.

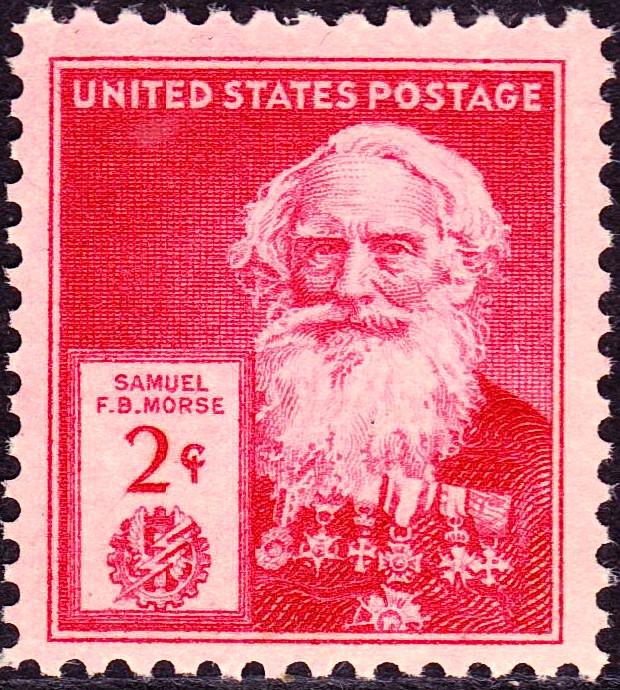
یک تمبرِ چاپ‌شده به افتخار ساموئل مورس، ایالات متحده، ۱۹۴۰

به‌زودی این اختراع در سرتاسر جهان شناخته شد و مورد استفاده قرار گرفت.
این مخترع بزرگ در دوم آوریل سال ۱۸۷۱ درگذشت.